# Schwarzenau Brethren
Schwarzenau Brethren (også Tunkere, Schwarzenau Brødre, i Skandinavien ogsâ kendt som Den amerikanske brødremenighed, på engelsk også German Baptist Brethren, Dunkers eller Dunkarts og Church of the Brethren) er en protestantisk bevægelse med rødder både i den radikale pietisme og den tyske døberbevægelse (mennonitter).
De praktiserer voksendåb (bekendelsesdåb), der foregår ved fuld neddykning af kroppen (immersion), praktiserer afholdenhed fra spiritus og forkaster både at sværge ed og at aflægge militærtjeneste (kristen pacifisme).

## Historie
Schwarzenau Brethren har navnet efter byen Schwarzenau i det vestlige Tyskland, hvor radikal-pietisten Alexander Mack og hans tilhængere lader sig gendøbe i floden Eder i august 1708. Døbshandlingen markerer starttidspunktet for en ny døberisk-pietistisk menighed, som kaldes for tunkere. Den nye bevægelse får også tilgang fra dompelarere (nederlandsk dompelaars ≈ underdykkere), en pietistiske gruppe indenfor mennonitterne i blandt andet Krefeld og Altona. På grund af forfølgelser udvandrer tunkere i 1700-tallet med hjælp fra nederlandske mennonitter til Nordamerika, hvor bevægelsen endnu eksisterer, men er splittet i diverse kirkesamfund. Allerede i 1728 splittes bevægelsen, idet Johann Conrad Beissel og hans fæller stifter syvende-dags-tunkere og i 1732 Ephrata Cloister.
Der gives 1889 et forbud mod, at rygere kunne være deligerede på årsmødet, 1890 åbnes for kvindelige prædikanter, 1905 åbnedes en bibelskole (Bethania), 1911 åbnedes for tilladelse til at stemme og besidde embede og fra 1920 må man være medlem af en loge
Den største af de nuværende brødrekirker er Church of the Brethren (Brødrenes Kirke, som den danskfødte missionær Christian Hope i sin fordanskning kalder Den amerikanske Brødremenighed). Brødrekirkerne samarbejder i Brethren World Assembly. De tilhører ligesom mennoniterne og kvækerne de pacifistiske fredskirker og deltager bl.a. i Christian Peacemaker Teams. Brethren og mennonitterne er desuden involveret i grundlæggelsen af Ten Thousand Villages - de første butikker, som fokuserede på bæredygtig handel.
I 2014 bliver 276 elever i Nigeria bortført af den islamistiske terrororganisation Boko Haram. Skolen, eleverne bortføres fra, er oprettet af den nigerianske brødrekirke.

## Skandinavien
De tidlige tunkere fra Schwarzenau stod i 1730erne i forbindelse med Søren Jensen Bølle og kom dermed til at præge grundlaget for zionitterne i Danmark-Norge i midten af 1700-tallet.
I 1870 konverterede den til Nordamerika udvandrede dansker Christian Hope til Schwarzenau Brødrene. Seks år senere vandte han tilbage til Danmark og etablerede her Schwarzenau Brethrens første missionsprojekt uden for USA under navnet Den amerikanske brødremenighed. Der opstod efterhånden flere menigheder i både Danmark og i Skåne i det sydlige Sverige.
I 1947 sluttede the brødremenigheden missionsprojektet i Skandinavien. Arbejdet blev i en vis grad videreført af den selvstændige frikirke Christi Menighed med menigheder i København og Frederiksværk.